# غاروزيم (الهبطيين)
غاروزيم هو دُوَّار يقع بجماعة باب تازة، إقليم شفشاون، جهة طنجة تطوان الحسيمة في المملكة المغربية. ينتمي الدوّار لمشيخة الهبطيين التي تضم 8 دواوير. يقدر عدد سكانه بـ 2697 نسمة حسب الإحصاء الرسمي للسكان والسكنى لسنة 2004.

## روابط خارجية
- البوابة الوطنية للجماعات الترابية نسخة محفوظة 12 مارس 2018 على موقع واي باك مشين.
- المندوبية السامية للتخطيط